# فلوران پاینیه
فلوران پاینیه (به فرانسوی: Florent Pagny) (زاده ۶ نوامبر ۱۹۶۱ در شالون-سور-سون) خواننده و بازیگر فرانسوی است. وی تاکنون آثاری به زبان‌های فرانسوی، اسپانیایی و انگلیسی منتشر کرده‌است. مشهورترین آثار وی عبارتند از N'importe quoi، Savoir aimer و Ma liberté de penser که همه‌شان در فرانسه در صدر جدول موسیقی بودند. از سال ۲۰۱۸ وی بیش از ۶ میلیون تک‌آهنگ و ۱۰ میلیون آلبوم به فروش رسانده که در فرانسه به عنوان هفدهمین هنرمند با آثار پرفروش تبدیل شده‌است

## زندگی
پاینیه در نوامبر سال ۱۹۶۱ در فرانسه زاده شد. وی بین سال های ۱۹۸۸ تا ۱۹۹۱ با ونسا پارادی، خواننده سرشناس رابطه عاشقانه داشت. پس از ازدواج اش در سال ۲۰۰۶ با زنی به اسم ازوسنا، به آرژانتین نقل مکان کردند تا از دست مقامات مالیاتی فرانسه فرار کند.

## حرفه
پاینیه فعالیت هنری خود را به عنوان بازیگر در مجموعه تلویزیونی های محبوب و درام آغاز کرد. اولین اثر او در زمینه بازیگری، سریال افتخار کاپیتان بود.
او اولین ترانه خود را در سال ۱۹۸۷، با عنوان Mercie نوشت. اولین آلبوم پاینیه در ۱۹۹۰ به انتشار رسید. آهنگ‌های این آلبوم که عمدتا توسط خودش نوشته شده بود، شروع به جذب جنجال کرد و مطبوعات برخی از ترانه‌های این آلبوم را تحریم کردند. این امر موجب به کاهش فروش آلبوم شد و در نهایت این آلبوم برای پاینیه موفقیت آمیز نبود. ژان-ژاک گلدمن سه ترانه با نام مستعار سام برای پاینیه نوشت و کارمندان جدیدی برای وی ارائه داد. آلبوم بعدی پاینیه در سال ۱۹۹۷، به ترانه‌نویسی ژان-ژاک گلدمن، اریک بینز و پاسکال اوژیه در آمد. که این آلبوم موفقیت خوبی به دست آورد.